# Epicephala lomatographa
Epicephala lomatographa är en fjärilsart som beskrevs av Turner 1913. Epicephala lomatographa ingår i släktet Epicephala och familjen styltmalar. Inga underarter finns listade i Catalogue of Life.